# Velo d'Astico
Velo d'Astico est une commune italienne de la province de Vicence dans la région Vénétie en Italie. Elle comporte le Mont Priaforà s'élevant à 1 659 m d'altitude dans les Alpes italiennes.

## Administration
| Période                                  | Période | Identité | Étiquette | Qualité |
| ---------------------------------------- | ------- | -------- | --------- | ------- |
|                                          |         |          |           |         |
| Les données manquantes sont à compléter. |         |          |           |         |

### Hameaux
Lago, Meda, Seghe

### Communes limitrophes
Arsiero, Cogollo del Cengio, Piovene Rocchette, Posina, Santorso, Schio